# Johannes Koerts
Johannes Koerts (1935) is een Nederlands statisticus en econoom en hoogleraar aan de Erasmus Universiteit.
Prof. Dr. Koerts promoveerde in 1965 aan de Erasmus Universiteit Rotterdam op het proefschrift Schattingsfuncties van storingen in economische relaties. Koerts werkte later voor het Econometrisch Instituut in Rotterdam, het Economisch Instituut voor het Midden- en Kleinbedrijf in Zoetermeer en het Tinbergen Instituut. Koerts is tot 1996 hoogleraar aan de Erasmus Universiteit.